# Homme de Yamashita
L'Homme de Yamashita (en japonais 山下洞人, Yamashita-dō jin) est le nom donné à des restes fossiles d'Homo sapiens, découverts en 1968 sur l'île d'Okinawa (Japon), et datés de 32 000 ± 1000 ans avant le présent (AP)
,.

## Découverte
En 1968, dans la grotte de Yamashita Daiich, près de Yamashita-cho, sur l'île d'Okinawa (Archipel Ryūkyū), plusieurs ossements humains et animaux fossiles furent découverts, dont notamment un fémur et un tibia appartenant à un même individu.

## Description
Ces ossements ont été datés de 32.000 ans AP. Les deux os de la jambe appartiendraient à une petite fille de 7 ans. Les fossiles ont été appelés Yamashita Dojin (Homme de Yamashita). Ils ont été attribués à l'espèce Homo sapiens, quoiqu'une étude publiée peu avant 1999 indique que les ossements présenteraient certains traits morphologiques archaïques.